# Molgula regularis
Molgula regularis är en sjöpungsart som beskrevs av Friedrich Ritter 1907. Molgula regularis ingår i släktet Molgula och familjen kulsjöpungar. Inga underarter finns listade i Catalogue of Life.